# Juan Ricárdez Broca
Juan Ricárdez Broca (Comalcalco, Tabasco, México 1890 - Honduras 1925). Fue un general, comandante y coronel tabasqueño-mexicano que participó en la Revolución Mexicana, fue parte del Ejército Constitucionalista y parte clave en la Rebelión delahuertista específicamente en Yucatán.
Su imagen se vio empañada en mayo de 1924 y posteriormente en julio del mismo año, al ser acusado por Plutarco Elías Calles y por la señora Adela Puerto (madre de los Carrillo Puerto) de ser el autor intelectual del magnicidio de Felipe Carrillo Puerto y doce de sus colaboradores. En la actualidad se duda de la participación premeditada de Ricárdez Broca, ya que su testimonio nunca fue recogido oficialmente. Fue perseguido y asesinado en agosto de 1925, corriendo la misma suerte que varios generales que apoyaban a Adolfo de la Huerta, como Salvador Alvarado y el también tabasqueño Carlos Greene.

## Biografía

### Orígenes y primeros años en la Revolución Mexicana
Juan Ricardez Broca nacido en 1890 en Comalcalco, Tabasco, vivió en Santa Rita en Cárdenas, Tabasco, de muy joven se dedicó al comercio junto con su tío materno quien también lo crio. Para el estallido de la Revolución Mexicana en 1910 Ricárdez Broca tenía veinte años y se alista voluntariamente a la causa. 
El panorama revolucionario cambia drásticamente por el asesinato del presidente Francisco I. Madero y el vicepresidente Pinosuárez, pues este último era tabasqueño. Así varios revolucionarios de Tabasco se unen al movimiento Constitucional anti usurpación comandado por Venustiano Carranza en 1913, que desconocía a Victoriano Huerta. Empezó militando en el ejército constitucionalista a las órdenes del General Pedro C. Colorado, con el grado de Coronel.

### Adición a Carranza y al emblemático Ejército Constitucionalista
Más tarde plenamente adherido Ricárdez Broca, al Ejército Constitucionalista de Venustiano Carranza, lo comisionan a otros territorios de la República Mexicana siendo Jefe de la segunda brigada de infantería de la cuarta división de oriente. En 1916 fue gravemente herido en el estado de Morelos en la llamada guerra de guerrillas conflicto entre los villistas, los zapatistas contra los carrancistas. Consta en un reporte del general Ernesto Aguirre C. donde pedía a Carranza que le tuviera consideración a Ricárdez Broca por su estado.
Una vez promulgada la constitución de 1917, muchos Constitucionalistas se regresan acreditados a sus lugares de procedencia, Ricárdez Broca se vuelve diputado local en Tabasco (por el Partido Liberal Constitucionalista), y posteriormente es Gobernador Constitucional Interino (elegido por votación en el congreso constitucional local) de Tabasco durante un breve periodo de tiempo en el año 1920. Durante este tiempo se enemista con Tomás Garrido Canabal, lo que se puede corroborar en los telegramas de Garrido Canabal. 
Venustiano Carranza es asesinado el 21 de mayo de 1920 por designar a un civil: Ignacio Bonillas ya que el sucesor natural de Carranza era el general Álvaro Obregón, pero, al aproximarse el relevo presidencial, Carranza cambió de idea y designó a un civil. Ante esto surge el Plan de Agua Prieta. Y Ricárdez Broca simpatiza con Adolfo de la Huerta y así le seguiría, hasta que Obregón siendo presidente hace lo mismo que Carranza (impone a Plutarco Elías Calles) y es cuando surge la Rebelión delaHuertista. 

### Antecedentes y la Rebelión delaHuertista en el Sureste en 1923-1925
Ante el dedazo presidencial obregonista a Calles, el inicio del movimiento delaHuertista en contra del presidente Álvaro Obregón, y del general Plutarco Elías Calles se empieza a conocer en Yucatán a finales de 1923. Los militares en Yucatán declararon su intención de apoyar la rebelión a la que se unieron los estados de Chihuahua, Michoacán, Jalisco, Oaxaca, Puebla, Hidalgo y Tabasco.
Ricárdez Broca fue nombrado "jefe del movimiento anti-imposicionista de Yucatán", y posteriormente fue gobernador el 12 de diciembre de 1925, por 4 breves meses y a su vez comandante por el movimiento delaHuertista.

### Carrillo Puerto y su apoyo a Álvaro Obregón
Carrillo Puerto se negó a apoyar a los rebeldes sublevados y ratificó el respaldo del Partido Socialista del Sureste a la candidatura presidencial de Plutarco Elías Calles y al presidente en turno Álvaro Obregón.
Con el fin de prepararse para combatir la insurrección de Adolfo de la Huert, Carrillo Puerto se puso en contacto con el coronel Rafael Durazo, jefe de las Armas en Campeche. Pero el 12 de diciembre de 1923 supieron que la guarnición de Campeche al mando del teniente coronel José María Vallejos, había desconocido la autoridad del Coronel Durazo, uniéndose a los delaHuertistas.
Carrillo Puerto decidió enviar refuerzos a Durazo inmediatamente, y mandó un fuerte contingente militar desde Mérida con rumbo a Campeche, al mando del Coronel Robinson, Jefe de la Guarnición de Mérida, al cual el propio Carrillo Puerto salió a despedir con un numeroso grupo de sus partidarios y colaboradores. Sin embargo, cuando el tren se encontraba entre Chocholá y Maxcanú, algunos oficiales que secretamente conspiraban a favor de los delahuertistas, se insubordinaron contra Robinson, lo hicieron prisionero y ordenaron la vuelta del tren a Mérida.
Estando la ciudad de Mérida desprotegida y ante el inesperado acontecimiento, Carrillo Puerto, después de tener un cambio de impresiones con sus partidarios, se dirigió por tren a Motul. Durante el trayecto, en los pueblos intermedios y en la estación del ferrocarril en Motul, fue aclamado por varios miles de personas que desde luego no tenían armas. En Motul se encontraban campesinos que provenían también de Muxupip, Ucú, Baca, Suma, Tixcocob, Izamal y comunidades aledañas, dispuestos a seguirlo para luchar en contra de los rebeldes, pero no estaban ni organizados, ni armados para ello. Fue entonces que tuvo noticias de que ya se encontraba en camino hacia Motul un tren con tropas insurrectas con la misión de aprehenderlo.

### La detención y juicio militar de Carrillo Puerto
Sin armas con que luchar y sin el respaldo que pensaba, Carrillo Puerto emprendió la retirada hacia El Cuyo, donde esperaba recibir armas enviadas por su representante en Nueva York, Manuel Cirerol. Sin embargo, al llegar a ese punto, no habiendo llegado las armas, Carrillo Puerto cambió de planes y tomó apresuradamente un barco alquilado por su ayudante Eligio Rosado. Al estar ya navegando, el barco empezó a hacer agua lo que los hizo regresar a la costa, siendo todos capturados el 17 de diciembre de 1923 en Holbox. Carrillo Puerto tampoco consiguió  apoyo de Álvaro Obregón a pesar de que este le apoyaba.
Carrillo Puerto y doce acompañantes, entre los cuales estaban tres de sus hermanos quienes eran miembros de su gobierno (en lo que se puede entrever un cierto nepotismo contradictorio en la administración Carrillo-Puertista)-Wilfrido, Edesio y Benjamín-, fueron llevados a Tizimín y luego a la penitenciaría Juárez de la ciudad de Mérida, para ser juzgados sumariamente por un tribunal militar a cargo del Juez Militar: Luís Hernán López Trujillo, posteriormente fueron ejecutados en el Panteón Civil de Mérida en la madrugada del 3 de enero de 1924.
Ricárdez Broca se mantuvo hasta el mes de abril de 1924, en que la rebelión delahuertista fue sofocada en Yucatán y el Congreso de Yucatán designó a José María Iturralde Traconis gobernador, restaurándose el orden constitucional del presidente Álvaro Obregón en el estado.

### Culpado como asesino intelectual de Carrillo Puerto
A Ricárdez Broca se le acusó en la prensa desde el 2 de julio de 1924 de ser el asesino intelectual de Felipe Carrillo Puerto, esto mediante un artículo que Plutarco Elías Calles publicó en su periódico el Demócrata. Sin embargo varias hipótesis contemporáneas, han conducido estudios sobre el magnicidio, sugieren que se trató del grupo oligarca Casta Divina en conjunción con la intervención maquiavélica de Obregón y Calles. Si bien las hipótesis no exoneran a Ricárdez Broca, ya se pone en duda las afirmaciones que han prevalecido hasta la fecha ya que no se ha tenido una voluntad de estudiar la biografía de Ricárdez Broca con objetividad y rigor. 

### Libros de la autoría de Juan Ricárdez Broca
- Ricárdez Broca redactó el libro: Despierta Pueblo en el año de 1914. No se sabe si se sobrevive algún ejemplar a la fecha, tampoco se sabe cuántas páginas lo integraban.